# Crise d'Oka
Résistance de Kanesatake
La crise d'Oka ou résistance de Kanesatake est un événement politique qui oppose les Mohawks au gouvernement québécois puis canadien, survenu durant l'été 1990 dans les environs de Montréal au Québec (Canada). La crise nécessitera l'intervention de l'armée canadienne après l'échec d'une intervention de la Sûreté du Québec.
Les tensions, d'une durée de 78 jours, commencent dans la communauté de Kanesatake, près de la ville d'Oka, après que sont envisagés des projets de développement résidentiel sur des terres contestées comprenant un cimetière mohawk, dans un secteur où les Mohawks demandaient la reconnaissance de leurs droits territoriaux depuis la conquête de 1759-1760.
Les Mohawks de la communauté de Kahnawake sur la Rive-Sud de Montréal ferment l'accès au pont Honoré-Mercier en soutien à Kanesatake, de sorte à bloquer, autant au nord qu'au sud la plus importante ville du Québec.
Il y eut deux victimes de la crise d'Oka, du côté mohawk, l'aîné Joe Armstrong, mort dans les jours suivant la lapidation d'un convoi d'aînés, de femmes et d'enfants de Kahnawake, et du côté canadien, le caporal Marcel Lemay, tué lors d'une intervention de la Sûreté du Québec contre des guerriers mohawks à Kahnawake le 11 juillet,.

## Contexte

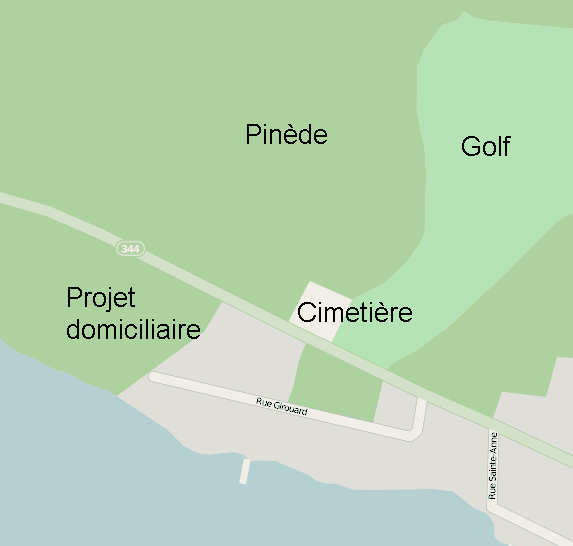
Carte des terres en litige.

Depuis quelque temps, les relations entre Mohawks et Québécois allochtones sont tendues à Oka. Des conflits s'éternisent au sujet du zonage et de la construction. La ville veut imposer ses règlements municipaux sur tous les terrains d'Oka mais les Mohawks ne reconnaissent pas sa juridiction sur des terres qu'ils considèrent leurs. Un projet s'organise pour construire un centre de désintoxication pour autochtones et un groupe de citoyens s'y opposant se mobilise. Plusieurs interventions policières d'envergure ont aussi lieu dans les communautés mohawks durant l'année précédant la crise. La tension monte lorsque le maire d'Oka, Jean Ouellette, décide d'accorder un permis à un promoteur québécois afin d'agrandir un terrain de golf et de réaliser un projet domiciliaire. Le gouvernement canadien avait auparavant empêché les Mohawks de conclure une entente pour acheter ce terrain.

## Enjeux
Concernant l'enjeu des terres en litige, il y a véritablement trois éléments à examiner : premièrement le cimetière mohawk ; deuxièmement la zone d'extension du golf ; et troisièmement la zone du projet domiciliaire. Concernant le cimetière, Pierre Trudel, anthropologue et chercheur, avance qu'il ne s'agit pas d'un véritable enjeu, puisqu'il a été mis de côté tôt dans la crise. Pour la municipalité, il est clair qu'il en a été ainsi, puisqu'il n'a jamais été question de le détruire ou le déplacer. Cependant, des discussions avaient eu lieu avant la crise afin d'agrandir le cimetière. Le cimetière est situé dans une enclave directement aux abords du terrain de golf, entre la route et le stationnement. La seule possibilité d'agrandissement serait la pinède à l'ouest ou au nord-est mais l'extension du terrain de golf réduirait précisément une partie de ces terres, ce qui laisserait encore moins de terrain au futur cimetière. Bien qu'il ne s'agisse pas d'un enjeu majeur de la crise, il est compréhensible que pour les Mohawks le cimetière ait été un irritant important. Dans leur ouvrage, les journalistes York et Pindera parlent d'un enjeu symbolique de la crise : « l'empiètement du terrain de golf sur les tombes mohawk est devenu pour eux le symbole de l'appétit incessant des promoteurs et des politiciens municipaux pour la forêt qui ne cesse de rétrécir ».
Ensuite, concernant la pinède elle-même, dans les faits, la communauté de Kanesatake occupait déjà le terrain convoité qui appartenait pourtant officiellement à la ville et en partie à des intérêts privés. Les Mohawks en faisaient un usage communautaire et effectuaient un entretien certain des lieux. Les Mohawks revendiquent même l'honneur d'avoir planté eux-mêmes les arbres, cent ans plus tôt, sous la supervision des Sulpiciens. L'extension du terrain de golf traverserait cette pinède et occuperait également une forêt mixte. Ce projet de golf a vite été abandonné avant la crise, et pour les Mohawks la pinède était donc sauvée ainsi que la plus grande partie de la forêt mixte. Cependant, bien que le pire était évité, c'était simplement un retour au statu quo pour les Mohawks, et aucune reconnaissance de leur occupation centenaire de la pinède était en vue. C'était donc un autre irritant majeur.
Troisièmement, il restait le projet domiciliaire, qui aurait rapporté beaucoup d'argent en taxes à la ville et qui, pour les Mohawks, se situait toujours sur des terres revendiquées. Pour la ville, il est manifeste que ce fut l'enjeu principal qui justifia l'intervention de la Sûreté du Québec. D'un autre côté, pour les Mohawks, il s'agissait de défendre simplement des terres revendiquées au même titre que la pinède et le cimetière. Il était cohérent de continuer le combat contre cette déforestation supplémentaire. En outre, il faut mettre en perspective que les autochtones visaient aussi un règlement définitif de l'ensemble de leurs revendications territoriales, et c'était là l'occasion d'exercer une pression énorme sur les décideurs, avec un projet tenant tellement à cœur au maire d'Oka.

## Déroulement

### Prémices

Le drapeau des Warriors, une création de l'artiste Karoniaktajeh Louis Hall.

Les événements survenus à Oka en 1990 ne sauraient se limiter à la seule crise de juillet ni même à l'été, alors que les principaux acteurs mohawks faisaient partie de la Mohawk Warrior Society (communément appelés Warriors ; en français : Guerriers), une organisation défendant les intérêts mohawks. La communauté mohawk se mobilise dès mars au moyen d'une campagne de désobéissance civile. Ils érigent une barricade symbolique le 11 mars sur une route de terre à l'entrée de la pinède, avec une bonne visibilité de la route 344 mais sans en perturber la circulation. Cette action s'inscrit en réaction au projet d'extension du golf du maire Ouellette.
Les Mohawks ne sont pas les seuls à se mobiliser. Un groupe de citoyens, les mêmes qui avaient dénoncé le centre de désintoxication pour Autochtones en 1986, s'organise afin d'appuyer le projet du maire. Cependant, le projet est loin de faire l'unanimité au conseil municipal d'Oka de mars 1989. Une citoyenne, Helga Maeder, dénonce un projet décidé unilatéralement sans consultation des Mohawks ni des citoyens et citoyennes d'Oka ni étude environnementale. Maeder lance une pétition qui récolte une liste impressionnante de 900 signatures, soit l'appui de la majorité d'une population d'environ 1 500 personnes en 1990. Jean Ouellette ignore les protestations et va de l'avant : la loi québécoise n'exige pas à cette époque la réalisation d'une étude environnementale pour un projet récréatif. Pour ce qui est des revendications mohawkes, d'un point de vue strictement juridique, elles n'ont aucune assise formelle.
Cependant, le projet rencontre une opposition importante de la part du ministère de l'Environnement. En juillet 1989, le directeur régional Michel Provencher demande au conseil municipal d'Oka d'arrêter tous les travaux prévus dans la pinède. Il invoque notamment des risques liés à l'abattage des arbres sur un sol fragile, identifié comme étant un banc de sable particulièrement vulnérable à l'érosion éolienne et hydrique, et exige qu'une étude soit menée avant tout déboisement. Une lettre antérieure, datée de juin 1989, met également en avant la valeur écologique importante des boisés, incluant des marais attenants, et recommande leur protection. Malgré ces mises en garde, la sous-ministre de l'Environnement, Cécile Cléroux, finit par déclarer que la municipalité n'est pas légalement tenue d'obtenir une autorisation pour agrandir le golf, bien qu'elle souligne à nouveau les risques environnementaux posés par le projet,.
Au début mars, l'avocat de la ville rappelle que beaucoup d'investissements ont été faits autant pour le golf que pour le projet domiciliaire, et qu'il ne peut donc y avoir de délais supplémentaires. La forêt de pins devait être coupée incessamment. En plus de la barricade symbolique, quelques Mohawks décident d'établir une vigile dans la pinède afin de sonner l'alarme si la coupe forestière commençait. Cette occupation pacifique se poursuit jusqu'en avril sans que la Ville n'entame les travaux, attendant peut-être la fonte des neiges.
À la fin du printemps, les campeurs commencent à discuter des moyens à prendre en cas de confrontation avec la police. Les citoyens sont de plus en plus nombreux à souhaiter demander de l'aide à la Société des Guerriers de Kahnawake ou à celle d'Akwesasne. Or, ce même printemps, une quasi guerre civile est déclarée à Akwesasne : c'est la « Guerre des bingos ». La Société des Guerriers est en faveur des jeux de hasard, tandis qu'un autre groupe armé y est opposé. Les occupants de Kanesatake demandent finalement de l'aide à toutes les factions, et même dans d'autres communautés de la Confédération iroquoise. Seuls les Guerriers répondront à l'appel.

### Barricades et injonctions
Le 22 avril, les protestataires érigent une vraie barrière, non plus symbolique, en travers de la route de terre menant au terrain de golf. Le 26 avril, la ville obtient une injonction contre la barricade, mais les Mohawks l'ignorent complètement : « Je ne reconnais pas l'autorité de la Province sur cette terre », déclare Curtis Nelson, un proche allié de Ellen Gabriel. C'est à ce moment que plusieurs Guerriers de Kahnawake rejoignent le campement, mais l'occupation est toujours contrôlée par la Maison Longue sous l'autorité de la chef Ellen Gabriel.
Avec la présence accrue des caméras de télévision et la persévérance des occupants, la Ville reprend les négociations. Les Mohawks affichent enfin un front uni malgré les dissensions récentes entre les différentes factions de Kanesatake. Un débat intéressant a lieu dans le centre de la Maison Longue entre le représentant de la Ville et les Mohawks : « Oka's acting mayor, Gilles Landreville, demanded to know if the Mohawks could deliver a consensus from their community. Do you have the consensus of your community?, one of the Mohawks threw back at Landreville », sachant l'opposition de nombreux citoyens et citoyennes au projet du golf.
Les discussions s'enlisent et un climat de méfiance s'installe entre les deux parties. Du côté mohawk, les Guerriers s'organisent davantage et apportent énormément de matériel, ainsi que leur armement, qu'ils maintiennent hors de la vue du public pour l'instant. Les Mohawks opposés à la présence d'armes sur le campement quittent les lieux. Quelques-uns reviendront par la suite avec l'intensification de la crise. Pendant ce temps, les décideurs municipaux sont comme suspendus dans le temps et n'osent entreprendre aucune action contre les Mohawks. L'injonction passe en date du 4 mai.
Le 2 mai, le gouvernement fédéral communique à la Ville une ouverture pour le rachat des terres en litige, mais le Regroupement des Citoyens d'Oka (RCO), en faveur du projet de golf, exerce toujours de la pression sur la municipalité. Le 7 mai est organisée une assemblée de citoyens par le RCO, et Ellen Gabriel s'y présente pour prendre la parole : « Je suis venue ici armée de mots, non d'une mitrailleuse. » Elle affirme que si les habitants d'Oka sont incapables de coexister en paix avec les Mohawks, ils peuvent toujours déménager. L'assistance la raille et quelques citoyens ricanent dans la salle. « Pensez-vous vraiment que l'expansion de ce terrain de golf privé est susceptible de mettre en péril la paix sociale ? ». Le maire lui répond de manière aussi ferme qu'il ne laissera pas aller un pouce de terre aux Mohawks.
Le même jour, il contacte le ministre de la Sécurité publique, Sam Elkas, pour une intervention de la force policière provinciale. Celui-ci refuse catégoriquement, sous le conseil du ministre des Affaires autochtones, John Ciaccia. « Je n'enverrai personne jouer aux cowboys sur la question d'un terrain de golf. » Des discussions ont alors lieu entre Ciaccia et Ouellette, et avec l'accord du maire, le ministre rencontre le ministre fédéral des Affaires autochtones, Tom Siddon (en), au sujet d'un rachat des terres mohawkes par le gouvernement fédéral. Mais rien de concret ne découle de ces efforts diplomatiques de la part de Ciaccia. Il sera écarté des discussions jusqu'au milieu de la crise, en plein été.
À deux reprises, le maire s'y reprend pour faire adopter une injonction par la Cour supérieure, mais cette fois le juge ne voit pas l'urgence de la situation et propose aux parties de négocier. Cependant, les deux parties demeurent campées sur leur position : les Mohawks ne veulent pas négocier sans un moratoire de 15 jours sur l'extension du golf, tandis que la mairie ne veut pas négocier sans que les Mohawks ne quittent la pinède.
Les Mohawks finissent par obtenir la tenue d'une rencontre en personne avec le ministre fédéral le 21 juin pour dénouer l'impasse. Toutefois, en attendant la rencontre, les dissensions entre les traditionalistes de la Maison Longue et les élus du Conseil de bande refont surface, entre autres sur la place qu'occupe l'avocat Lacaille, un non-autochtone, dans les discussions officielles, ainsi que sur la place des femmes dans les négociations. À la rencontre avec Tom Siddons, les traditionalistes sont ignorés, et le ministre campe sur sa position de 1989 sur l'unification des terres. La Maison Longue répond avec les revendications suivantes : la suspension de tout développement sur les terres traditionnelles mohawkes jusqu'à un accord territorial de même que la révision de tout développement actuel (y compris l'extension du golf) qui serait placé sous la juridiction de la nation mohawke. Ne percevant aucune ouverture du ministre, les Mohawks retournent aux barricades.
Le 29 juin, l'avocat de la Ville présente une nouvelle injonction pour le retrait des barricades ; cette fois-ci, le juge la lui accorde, mais précise toutefois que cette décision ne constitue nullement un prétexte pour continuer l'extension du golf. D'après cette décision du juge, un projet de golf privé ne devrait pas se faire aux dépens du public, et aucun projet de golf ne vaut la peine de détruire une forêt entière, surtout dans le présent contexte.
C'est au début juillet que les femmes de la Maison Longue s'accordent sur leur tactique d'aller au front, d'être la première ligne de défense non armée en cas d'intervention de la Sûreté du Québec (SQ), et que les Guerriers armés resteraient en arrière, prêts à intervenir en dernier recours. Le 3 juillet, les occupants s'inquiètent d'une possible attaque-surprise de la SQ et demandent plus d'information ; la SQ leur répond qu'elle n'interviendra pas sauf si un acte criminel est commis sur les lieux.
Dans cette première semaine de juillet, plusieurs ultimatums de la Ville sont envoyés demandant de quitter la pinède, et le 5 juillet, le ministre Elkas s'impatiente et envoie lui aussi un ultimatum avec une menace implicite de recours à la force. La menace divise les occupants, et les plus modérés comme la chef Ellen Gabriel quittent les barricades, en colère contre les Guerriers qui, d'après elle, avec leur refus du compromis, vont droit vers la confrontation.
Le 9 juillet, le ministre John Ciaccia envoie une lettre de la dernière chance au maire Ouellette, le suppliant de ne pas demander à la SQ d'intervenir. Il n'aura réponse que le lendemain, une négative, et le jour même, Ouellette demande à la SQ d'intervenir pour régler définitivement cette affaire. D'après Trudel, quelques heures avant cette intervention, Ouellette aurait finalement abandonné le projet d'extension du golf, mais pas le projet domiciliaire. C'est trop peu trop tard, et la dynamique des occupants est telle qu'ils ne veulent plus quitter tant qu'il n'y aura pas d'entente définitive avec le gouvernement fédéral sur les revendications territoriales.

### Les événements du 11 juillet
À 5 h 15 le matin du 11 juillet 1990, les camions de la SQ font leur apparition au sommet de la colline de la route 344. Les radios des Guerriers prennent vie. « They're here boys! They're here! This is not a drill. Get ready to rock and roll! » Les occupants sont surpris, mais ne sont pas complètement pris au dépourvu, puisqu'ils se doutaient de la possibilité d'une intervention. Pourtant, la SQ les avait assurés du contraire quelques jours plus tôt. Prudents, bon nombre de Guerriers décident tout de même de redoubler les défenses pendant la nuit du 10 au 11 juillet.
Le matin, dès l'apparition de la SQ, un des Guerriers appelle Allan Delaronde, chef de guerre de la Société des Guerriers de Kahnawake. Celui-ci met en branle un réseau sophistiqué de communication pour mobiliser ses Guerriers. Rapidement, pendant qu'à Kanesatake les agents tentent de disperser les occupants avec des salves de gaz lacrymogène, des Guerriers bloquent la circulation sur le pont Mercier, à environ 60 kilomètres, et commencent à le vider par les armes.
À Kanesatake, une centaine d'agents du service d'intervention tactique de la SQ sont lourdement armés, appuyés par plusieurs douzaines d'agents anti-émeute de la police. Après une confrontation verbale avec les femmes de la Maison Longue, les agents perdent patience et envoient gaz et grenades assourdissantes. Les Mohawks ne sont pas intimidés, aidés par un soulèvement soudain du vent qui renvoie la fumée lacrymogène sur les agents. À ce moment, la nouvelle de la prise du pont Mercier arrive aux belligérants à la pinède : du côté mohawk, c'est un soulagement, et le moral augmente considérablement, tandis que du côté policier, c'est la consternation. Le commandement de la SQ, assumé par le directeur adjoint Marc Lizotte, prend alors une décision hâtive, motivée par le manque d'effectifs ainsi que par le désir de déloger le plus rapidement possible l'occupation de la pinède pour ensuite s'occuper du pont Mercier. À 8 h 30, la grue mécanique commence à défaire la barricade pendant qu'un écran de fumée s'installe entre les Mohawks et les policiers. Les femmes et les civils mohawks se retirent en hâte vers la pinède, et un guerrier qui gardait la barricade s'enfuit également. D'après les journalistes et auteurs York et Pindera, les policiers auraient alors pu enlever la barricade sans résistance aucune. À 8 h 50, quatre agents sautent par-dessus la barricade, et trois partent à la poursuite du guerrier en fuite ; c'est à ce moment qu'a lieu la fusillade.
Comme toujours dans ce genre d'incident, on ne sait pas avec certitude d'où est parti le premier coup de feu. Néanmoins, il n'y aurait eu que cinq ou six guerriers qui auraient ouvert le feu sur une possibilité de plus de 60 cachés dans les bois. « En l’espace de vingt à trente secondes, au moins 93 tirs d’armes à feu ont été entendus, dont 51 provenaient des armes de cinq ou six policiers. Le coroner a estimé qu’au moins trois Autochtones ont fait usage de leurs armes, de deux endroits différents. » Le caporal Marcel Lemay est atteint mortellement à l'aisselle gauche par une balle blindée (full metal jacket) et la SQ se retire alors vers Oka. Le fait que Lemay soit atteint précisément à un endroit non protégé par son armure pare-balles et que la SQ n'utilise pas habituellement ce type de balle fera pencher le coroner de l'enquête vers l'hypothèse de l'homicide volontaire, sans pouvoir pourtant le prouver hors de tout doute.
Pendant que l'ambulance est appelée du côté policier, les insurgés se préparent à une seconde offensive qui ne viendra pas. Dans leur hâte à escorter leur collègue abattu, les policiers laissent la grue et deux voitures de police sans surveillance. Les Guerriers ne perdent pas de temps et utilisent la grue pour créer un nouveau barrage, celui-ci en plein à travers la route 344, en utilisant les voitures de police et des arbres. Des milliers de policiers encerclent aussitôt les deux communautés de Kanesatake et de Kahnawake. L'avocat du Conseil de bande Lacaille réussit à joindre directement le premier ministre pour lui annoncer la gravité de la situation et réussit à faire annuler une seconde attaque par la SQ.

### Siège et négociations
Un long siège commence alors, qui ne se terminera que le 26 septembre. En peu de temps, tout Kanesatake est mobilisé par la crise. Tous ceux qui n'étaient pas encore dans la pinède rejoignent ce qui est maintenant une insurrection en règle. Même constat à Kahnawake, où toutes les entrées de la ville sont barricadées par les Guerriers et protégées. C'est l'état de crise pour les autorités provinciales, et le Conseil des ministres confie à John Ciaccia le mandat de négocier avec les Mohawks. Or, parallèlement aux négociations, la Sûreté du Québec entreprend de véritables mesures de guerre contre Kanesatake : refus de laisser passer toute provision ou tout médicament pour les insurgés. Par la suite, la Commission des droits de la personne du Québec a confirmé ces abus policiers et dénoncé de nombreux autres manquements à la Charte québécoise des droits et libertés. La stratégie de la SQ était d'étouffer tranquillement l'insurrection mohawke, comme le rapporte John Ciaccia dans son récent témoignage : « Il [un membre proche du directeur de la Sûreté du Québec] proposa que la SQ cerne les trois réserves indiennes avec des troupes et qu'elle resserre lentement ce périmètre pour forcer les Warriors à capituler. »

#### 12 juillet
John Ciaccia se rend directement à Kanesatake et franchit les barricades pour rencontrer les Mohawks en personne. Il leur garantit l'annulation du projet de golf et qu'aucun nouvel assaut de la SQ n'aura lieu durant les pourparlers. C'est du côté fédéral que les négociations achoppent, car le ministre Tom Siddons refuse de négocier avec des guerriers armés et c'est son gouvernement qui possède le pouvoir d'un règlement sur la question des revendications territoriales. Les discussions entre Ciaccia et les gens de la pinède, avec comme porte-parole principale Ellen Gabriel, continuent pendant plusieurs jours, mais Ciaccia n'obtient pas beaucoup d'appuis au Conseil exécutif du Québec.
Pendant ce temps, la pression augmente au pont Mercier, où les Mohawks de Kahnawake maintiennent le blocage des routes 132, 138 et 207 ainsi que du pont toute la journée, en solidarité avec les Mohawks d’Oka. À Châteauguay, les Autochtones de Kahnawake avaient dès le premier jour du conflit érigé un barrage empêchant tout accès au pont Mercier, ce qui a conduit à une montée des tensions.
Les journalistes ne sont pas à l'abri des abus des agents de la SQ. Lors de l'assaut du 11 juillet, le matériel de trois journalistes est confisqué et détruit, ce qui représente une perte de milliers de dollars en revenus potentiels.

#### 14 juillet
Après quatre heures de négociations, le ministre québécois des Affaires autochtones, John Ciaccia, annonce à 21 h une entente préliminaire avec les Mohawks traditionnels d’Oka pour la réouverture du pont Mercier. Cependant, l’accord demeure incertain. Ellen Gabriel, porte-parole des Mohawks, critique le processus : « Nous attendons un règlement du litige de Kanehsatake depuis des mois. Pourquoi tant d’efforts pour ne régler que la question du pont Mercier ? ».
Une manifestation de la population locale, exaspérée par les blocages, dégénère près de la frontière entre Châteauguay et la réserve Mohawk de Kahnawake. Après que des Mohawks ont été autorisés à s’approvisionner à Châteauguay, des manifestants, exaspérés par les blocages, s’en prennent violemment à leurs véhicules, poussant les barricades de la Sûreté du Québec de 150 mètres, scandant des appels à l’intervention de l’armée, et allant jusqu’à pendre et brûler symboliquement un mannequin habillé en Warrior,. La députée Pierrette Cardinal partage l'exaspération des manifestants : « La situation devient intolérable et je partage l’inquiétude de mes concitoyens. Ça ne peut plus durer. Le contexte demande une intervention concertée des deux paliers de gouvernement. ».
À Saint-Constant, Châteauguay et dans les municipalités voisines, les maires, dépassés par la montée des tensions, appellent également à une intervention fédérale. Dans la région de Deux-Montagnes, six maires organisent une conférence de presse à Saint-Eustache pour dénoncer leur exclusion des discussions entre John Ciaccia et les Mohawks.
Ces négociations sont également critiquées par Georges Martin, chef du conseil de Kanehsatake, reconnu par Ottawa mais contesté par les Mohawks traditionnels. Martin déplore l’absence de représentants fédéraux et accuse Ciaccia de négocier uniquement avec les membres de la Maison longue. À Montréal, lors d’une réunion de l’Assemblée des Premières Nations, Konrad Sioui insiste également sur l’importance d’une intervention directe d’Ottawa : « Louable l’intervention du ministre John Ciaccia, mais ses pouvoirs ne sont que délégués. Il manque un gros morceau à la négociation : le ministre canadien des Affaires indiennes. ».

#### 16 juillet
Le grand chef du Conseil de bande Georges Martin effectue un retour aux barricades en signe de solidarité envers son peuple. Depuis quelque temps, un conseiller de la Maison Longue de Kahnawake, Loran Thompson, récolte de plus en plus d'influence parmi la pinède grâce à son charisme et ses discours enflammés en faveur de la complète souveraineté mohawke. Plusieurs modérés, dont le grand chef Martin, se méfient de ce militantisme exacerbé, mais personne n'ose briser l'unité.
Pendant ce temps, John Ciaccia, de retour à Montréal, poursuit ses négociations avec Kanehsatake par téléphone. La Sûreté du Québec confirme l’arrivée d’un contingent de la Gendarmerie royale du Canada (GRC) à La Prairie, prêt à intervenir en cas de besoin. Malgré cela, le blocus du pont Mercier se maintient, alimentant l’exaspération des citoyens de Châteauguay. Ottawa continue de refuser toute intervention directe, malgré les appels répétés des autorités locales et de la population.
Sur place, l’attention médiatique s’intensifie. Un relevé de la Sûreté du Québec dénombre 149 journalistes officiellement accrédités, provenant de France, de Norvège, des États-Unis et de plusieurs provinces canadiennes.
Un scandale éclate également dans les médias lorsque des informations révèlent que la Sûreté du Québec affame délibérément les Mohawks en restreignant leur accès à la nourriture. La situation ne sera rétablie que le 21 juillet, grâce à l’intervention du ministre de la Justice, Gil Rémillard.

#### 18 juillet
Le comité de crise du Conseil exécutif est formé sous la direction de Claude Ryan. Ce comité contrôle désormais les négociations par l'intermédiaire de John Ciaccia et refuse de traiter des revendications territoriales qui ne sont pas de leur juridiction. Un autre élément enlise les négociations avec le gouvernement fédéral ; c'est le refus de la présence d'observateurs internationaux, ce qui serait une reconnaissance implicite de la souveraineté de la nation mohawke. Cependant, pour tenter de régler la crise, le gouvernement fédéral achète finalement les terres en litige à la fin juillet, arrêtant ainsi définitivement tout développement sur les terres revendiquées par les Mohawks. Au conseil municipal d'Oka le 31 juillet, la transaction enrage nombre de citoyens, qui sont furieux que l'achat ait été fait sans la levée des barricades. Le conseil municipal n'entérinera l'achat que le 8 août sous la menace d'une expropriation du gouvernement fédéral.

#### 1eraoût
De nouvelles dissensions dans la pinède contre le grand chef Martin et son faible leadership de la crise forcent ce dernier à quitter le campement de nouveau. Il prendra la parole devant des journalistes à la suite d'un incident avec les Guerriers devant son logement. « That reserve is my reserve. […] The warriors have to get out of Kanesatake. » Cependant, malgré le départ de ce dernier, la dissension continue au campement, et des Mohawks de Kanesatake qui n'appartiennent pas à la Maison Longue organisent une réunion pour reprendre le contrôle des négociations avec une position plus modérée. Les Guerriers n'ont aucun rôle dans la dissension, il s'agit plutôt d'une critique par des modérés contre la minorité traditionaliste qui serait à la recherche de pouvoirs accrus en revendiquant la souveraineté de la nation mohawke.

#### 5 août
Robert Bourassa émet un ultimatum de 48 heures pour une entente sur la levée des barricades et, officiellement, les Mohawks déclarent qu'ils ne se laisseront pas intimider. Néanmoins, le 8 août, à la fin de l'ultimatum de Bourassa, environ le tiers des familles de Kanesatake quittent le campement. La même journée, Bourassa demande l'intervention de l'Armée canadienne en remplacement de la SQ. Au même moment, Brian Mulroney nomme un médiateur spécial, Alan Gold, sur la question d'une entente de principe sur la négociation. Les négociateurs mohawks voient d'un bon œil la soudaine prise de responsabilité du gouvernement canadien, et même le remplacement de la SQ par l'armée.

#### 12 août
Les Mohawks et le gouvernement fédéral s'entendent enfin sur un premier accord de pré-négociation, avec trois pré-conditions que les Mohawks demandent depuis près d'un mois : libre accès aux vivres et aux médicaments, accès à des conseillers selon leurs besoins et présence d'observateurs internationaux. En échange, les Mohawks acceptent de mettre comme priorité aux futures négociations les modalités selon lesquelles la police et l'armée se retireraient et les barricades seraient levées.
Ainsi, les négociateurs mohawks et les représentants officiels du gouvernement, dont John Ciaccia et Tom Siddon, sont présents à la pinède pour signer officiellement cette première entente, qui sera hautement médiatisée. La présence de Guerriers masqués à la cérémonie fera scandale par la suite, un des Guerriers ayant pris l'initiative de signer l'entente au nom de la communauté d'Akwesasne et de remettre un drapeau guerrier au médiateur Alan Gold.
À la suite de cette entente-cérémonie, et à la suite des affrontements violents entre manifestants et policiers à Châteauguay, une pression énorme commence à s'exercer sur Robert Bourassa. Le commandant de l'armée, Kent Foster, réussit à convaincre les autorités qu'une intervention armée est impensable et même très dangereuse. « One of Foster's main tasks was to convince provincial authorities that the use of armed force would not resolve the crisis, though the Cabinet crisis comittee was deeply divided over the usefulness of continued negociations with the mohawks ». Cette impossibilité d'une fin rapide du conflit par la force ainsi que la division des deux côtés de la table de négociation – factions mohawkes et Cabinet – expliquent sans aucun doute l'enlisement de la crise. En outre, les prédispositions des deux parties pour les négociations étaient complètement incompatibles : d'un côté, les Mohawks considéraient que les modalités de base pour enlever les barricades étaient la reconnaissance de la souveraineté mohawke et leur droit à l'auto-défense de leur territoire ; de l'autre côté, les négociateurs provinciaux et fédéraux n'avaient aucune marge de manœuvre, puisque les autorités avaient interdit toute reconnaissance de la souveraineté mohawke et demandaient la levée immédiate des barricades et le désarmement avant toute négociation sur le contenu.

#### 17 août
Les forces de la SQ sont remplacées par les forces armées à la demande du premier ministre Robert Bourassa. Tranquillement, l'étau se resserre sur les communautés de Kahnawake et de Kanesatake. À Kahnawake, les Guerriers acceptent un graduel « désengagement militaire », option refusée catégoriquement à Kanesatake. Ce recul des Guerriers à Kahnawake s'explique par les manifestations des résidents des banlieues environnantes qui mettent de plus en plus de pression et bloquent tout mouvement pour entrer ou sortir de la communauté mohawke.

#### 23 août
Plusieurs autres familles mohawkes quittent les barricades, à la suite de l'avance de l'armée au nord de la pinède. C'est le 25 août que les négociations arriveront à un échec total, et le 27 août, Bourassa annonce le démantèlement des barricades par l'armée. Mulroney conclut que les demandes mohawkes sont « bizarres », et Bourassa rappelle de son côté que tous les citoyens ont le devoir de respecter les lois, quelle que soit la valeur de leur cause ou de leurs revendications.

### Lapidation à Whiskey Trench
Le 28 août 1990, un convoi de familles Mohawks en voiture en provenance de Kahnawake est lapidé par des citoyens francophones et anglophones mécontents. Des enfants en bas âge et plusieurs aînés sont victimes de l’incident, qui fera plusieurs blessés. Un aîné Mohawk de 71 ans, Joe Armstrong, reçoit une pierre en pleine poitrine et décède d'un arrêt cardiaque une semaine plus tard,. Un documentaire réalisé par Alanis Obomsawin, Pluie de pierres à Whiskey Trench, relate en détail ces évènements.

### Fin de la crise
Le 29 août, les Guerriers de Kahnawake et l'armée commencent à démanteler les barricades au pont Mercier. La même journée, des négociations secrètes ont lieu entre Ciaccia, Roger Gagnon — un représentant du ministère fédéral des Affaires indiennes — et les plus modérés des Mohawks, dont Samson Gabriel de la Maison Longue de Kanesatake et des représentants de la Confédération iroquoise. Cependant, elles échouent rapidement avec le retrait soudain de Gagnon, qui affirme ne pas avoir de mandat officiel.
Du 1er au 3 septembre, l'armée avance pour l'assaut final et prend le contrôle du territoire sans résistance de la part des Guerriers à Kanesatake. Les derniers résistants se refugient dans le Centre communautaire. Pour les Mohawks de Kanesatake, la pinède est finalement perdue.
Le 3 septembre, Allan Delaronde et plusieurs autres guerriers de Kahnawake échouent à reprendre le pont Mercier. Une perquisition a lieu dans la Maison Longue de Kahnawake. Le 6 septembre, le pont sera rouvert à la circulation.
La même journée, un incident se produit dans les bois à l'extérieur du centre de désintoxication : le guerrier surnommé Spudwrench est attaqué dans son sommeil et sauvagement battu par trois soldats de l'armée. Il sera finalement transporté à l'Hôpital général de Montréal pour ensuite être arrêté par la police provinciale quelques jours plus tard, malgré une promesse du contraire.
Le 11 septembre, les derniers résistants proposent une nouvelle offre pour terminer le conflit qui inclurait une commission conjointe de représentants iroquois, de responsables provinciaux et fédéraux ainsi que de représentants du Mouvement des droits de la personne qui détermineraient l'issue de possibles charges criminelles contre les Guerriers. L'offre inclut également une enquête sur les violations des droits de la personne et du droit international. En échange, les Guerriers déposeraient les armes. Bourassa balaie cette offre de la main, ayant la marge de manœuvre politique nécessaire depuis la réouverture du pont Mercier.
Dans les jours qui suivent, la ligne téléphonique est coupée par l'armée et des pannes intermittentes d'électricité et d'eau courante se produisent sans que l'on sache pourquoi. La soirée du 14 septembre, les cellulaires sont aussi mystérieusement en panne.
Le 24 septembre, les Mohawks désespèrent d'arriver à une entente sans pression sur le gouvernement. Ils décident d'une négociation de la dernière chance pendant 48 heures, après quoi ils termineraient le conflit. L'après-midi du 25 septembre, les négociateurs des derniers guerriers proposent une offre finale anémique : les Guerriers déposeraient les armes en échange d'une évaluation indépendante des charges criminelles pesant sur eux. Ils abandonnent ainsi toute négociation immédiate sur le contenu des revendications mohawkes. Le ministre de la Justice Gil Rémillard rejette derechef cette dernière offre.
Le 26 septembre, vers 19h, les 30 guerriers, ainsi que 16 femmes et 6 enfants, dernier bastion de l'insurrection mohawke à Kanesatake, détruisent leurs armes et quittent leur quartier général pour la ligne de front. Ils se battront pourtant jusqu'à la fin, résistant à leur arrestation à mains nues. Quatre Mohawks ayant franchi les barbelés réussissent même dans la confusion à se rendre indemnes à Oka. Deux seront arrêtés par la suite.
Plusieurs guerriers comme Ronald « Lasagne » Cross et Mark « Blackjack » Montour seront battus violemment par les policiers pendant leur interrogatoire.
Les accusations seront multiples : participation à une émeute, port d'arme dans un dessein dangereux, voies de fait, assaut sur un agent, etc. Des années plus tard, un jury laissera tomber toutes les accusations contre les Mohawks.
Quant aux revendications territoriales, il faudra attendre dix ans l'arrivée à une entente formelle mais provisoire entre les représentants élus de Kanesatake et le gouvernement fédéral.
Le projet de développement immobilier du maire Jean Ouellette ne se réalisera jamais, et les terres ont été rachetées par le gouvernement fédéral. Encore aujourd'hui, la revendication globale sur la seigneurie du Lac-des-Deux-Montagnes n'est toujours pas réglée, et les Mohawks n'ont toujours pas de réserve officielle. Les assassins du caporal Marcel Lemay n'ont jamais été arrêtés ni inquiétés par la justice. Les différents auteurs de brutalités policières envers les autochtones ne seront pas identifiés ni inquiétés non plus.

## Impacts sociaux
À la suite de la mort du caporal Lemay, une partie de la population québécoise éprouve du ressentiment contre la cause mohawk. C'est dans ce contexte qu'une manifestation a lieu à LaSalle (près du pont Mercier) au cours de laquelle un mannequin à l’effigie d’un Warrior Mohawk est pendu et brûlé sous le slogan « le Québec aux Québécois » (slogan nationaliste des années 1970),.

## La couverture médiatique

### Rapport et neutralité médiatique
Tout d’abord, il y a un aspect théâtral qui s’est rattaché à la crise d’Oka, à la suite des actions terroristes des Warriors. Le journalisme télévisuel offre à l’ensemble de la population des images précises et calculées, ressemblant à une scène de film. Les éléments visuels de la crise offrent, à la base, un décor attirant pour les médias, mais aussi pour la population ayant accès aux médias de masse de l’époque. La télévision alimente les émotions et plusieurs des chaînes présentes prendront l’optique que les spectateurs préfèrent l’image à l’explication de faits. Donc dans le contexte de la crise d’Oka, le paysage exotique de la pinède, les guerriers armés, portant des vêtements de camouflage, aux regards défiants deviendront vite un idéal médiatique, de par le spectacle médiatique que donne cela. Qui suscitera une course aux images et non à l’explication des événements. À cette époque, les lois canadiennes n’exigeaient pas aux médias que les informations transmises au public soient neutres et objectives, ce qui sera perçu comme un avantage lors de la crise d’Oka.
La crise d’Oka se déroule 20 ans après la crise d’Octobre, événement qui sera marqué par le terrorisme. Ceci donnera aux médias un parallèle médiatique pour y coller les actions posées par les Warriors lors de la crise d’Oka. Le public a déjà une idée fondée du terrorisme sur le territoire québécois. Autrement dit, l’amplification des actions dites terroristes par les médias est fortement influencée par l’ancienne couverture médiatique d’il y a 20 ans.
Le résultat de cette amplification des actions de Warriors donnera au public l’impression d’omniprésence des forces Warriors. Subséquemment, d’amplifier leurs demandes sans réellement expliquer les raisons historiques et concrètes qui ont mené aux actions posées. Dans cette même optique, cela donnera d’ailleurs au public une impression que les forces armées de l’État – tant provinciale et fédérale – sont impuissantes, malgré leur forte présence durant la crise.
Subséquemment, le phénomène d’accaparation des ondes devient une obsession pour les médias, ce qui aboutira en une recherche constante pour l’image provocante. À la longue, ce comportement de la part de journalistes amènera une contradiction intrinsèque entre ce qu’est le bon journalisme versus la cherche du bon reportage. Cette vision du conflit sera aussi utilisée par les Warriors, qui utiliseront la forte présence médiatique à leur avantage, tel que vu avec le Warrior mohawk Brad Laroque et la photo l’opposant avec Patrick Cloutier (en).
Au-delà de l’attitude des médias, il y a aussi l’attitude de la Sûreté du Québec face à la communauté autochtone et ce qu’ils font à ceux-ci durant la crise d’Oka. Élément souvent négligé, la réaction des autorités publiques a fortement influencé le sens de panique et de chaos qui régnait durant la crise.
À l’égard de la presse, la SQ ne s’est pas montrée conciliante, répondant souvent aux médias par « pas de commentaires. ».Cette réponse usuelle s’est aussi cristallisée dans le manque de transparence des porte-paroles de l’époque face aux journalistes. Le manque d’informations transmises à travers la presse était flagrant, ce qui alimentera la stigmatisation face aux revendications mohawks, car le public ne pouvait compte que sur des images sensationnalistes.
Cette attitude aura aussi un effet négatif sur les aptitudes militaires de la SQ, en comparaison avec les forces militaires, envoyées par le gouvernement fédéral. Certains représentants de l’Armée canadienne donnaient de longues entrevues détaillées sur la situation, ce qui contrastait visiblement avec l’attitude de la SQ. En sus, il y a aussi le revers de la presse de l’armée face aux médias : l’armée prendra contrôle des outils de travail des journalistes, empêchant l’acheminement des outils nécessaires pour la transmission d’informations. Cela ne se limitait pas qu’aux outils de travail, mais aussi aux vivres et aux biens nécessaires pour combattre le froid.

### Différences médiatiques: représentation anglophone versus francophone
La couverture médiatique de la crise fut nationale et internationale et, très vite, les différences se feront sentir entre les médias anglophone et francophone. La crise d’Oka se déroule dans le cadre de la question constitutionnelle, à la suite de l’accord du lac Meech et entre les référendums pour l’indépendance du Québec, donc il est courant à l’époque de voir une fracture entre l’approche des médias anglophones et francophones.
Notamment, la présence de caricatures était très forte dans les médias écrits, principalement dans les journaux. Elles permettent d’identifier, par leurs caractères partisans, l’opinion de l’auteur, ce qui montre certaines variables. Seulement trois caricatures sur 30 sont favorables aux demandes autochtones dans la presse francophone, comparativement à plus de la moitié dans la presse anglophone. D’ailleurs, la SQ prendra la parole pour critiquer la presse anglophone dans leur mauvaise couverture des forces de l’ordre. Un autre thème récurrent dans les caricatures de la presse anglophone est une critique de l’ethnocentrisme du Québec, qui semble se positionner largement en faveur d’un terrain de golf plutôt que de comprendre le statut et les besoins des Premières Nations. De plus, l’accent est très souvent mis sur le caractère « sauvage » des Mohawks dans les caricatures de la presse francophone.
Or, cela ne veut pas dire que les médias anglophones étaient libres de toute opinion crapuleuse[pas clair] face à la crise d’Oka. Une étude démontre que seulement 32 % à 36 % de la presse, les deux langues combinées, se montrent neutre dans leur description des événements, ou qui ne prennent pas un côté. Dans l’étude de cas faite sur La Presse, historiquement francophone et sur The Gazette, anglophone, démontre aussi une constance similaire à celle soulevée précédemment.
La Presse se montrait, de forme générale, moins sympathique à la cause des Autochtones. 45,6 % des articles publiés dans La Presse étaient non sympathiques, versus 28,3 % des articles de la Gazette qui étaient non sympathiques. Le pourcentage d’articles très favorables à la cause des Mohawks demeure d’ailleurs assez bas, soit 21,6 % pour La Presse contre 35,5 % pour la Gazette.
En outre, La Presse offrait plus d’articles sur les demandes des Mohawks, comparativement à la Gazette, mais ceux-ci étaient généralement plutôt négatifs : l’accent était mis sur les raisons pour lesquelles les demandes mohawks étaient non fondées. Un autre aspect qui ressort de cette situation est la position prise dans plusieurs articles de La Presse : de nombreux articles semblent faire ressortir que les demandes des Mohawks sont faites directement à la population québécoise, tandis qu’en réalité elles sont adressées aux instances politiques de la région, ainsi qu’à la province. Par ailleurs, cette vision des choses peut être justifiée par le fait que plusieurs des sources utilisées par La Presse semblaient avancer une alliance Anglo-Mohawk. Ensuite, une fracture est aussi présente dans les thèmes abordés par les deux journaux. D’un côté, la Gazette faisait plutôt part des points de vue autochtones, étalant par ailleurs, les bases historiques des demandes, contrairement à La Presse qui préconisait une remise à l’ordre.
Finalement, l’un des points communs entre les deux médias consiste dans les éditoriaux publiés lors de la crise : dans les deux journaux, la couverture médiatique était plutôt négative. De plus, aucun des deux journaux ne semble avoir réagi à la mort du caporal Lemay.